# BT-SV
El BT-SV va ser un tanc lleuger experimental desenvolupat a la unió soviètica. En 1936, l'enginyer soviètic Tsiganova proposant un nou tanc d'alta velocitat (BT) basat en el BT-7. El disseny incorporava un blindatge similar al del T-34, que va ser desenvolupat amb la mateixa suspensió que el BT-7. Nomes 2 prototips van ser construïts, i van ser testats. El vehicle mai fou produït massivament, i els recursos d'aquest tanc, van ser destinats a la producció del tanc mitja T-34.